# Stazione di Trequanda
Stazione di Trequanda vasútállomás Olaszországban, Trequanda településen.

## Vasútvonalak
Az állomást az alábbi vasútvonalak érintik:
- Asciano–Monte Antico-vasútvonal

## Kapcsolódó állomások
A vasútállomáshoz az alábbi állomások vannak a legközelebb:
- Stazione di San Giovanni d'Asso
- Stazione di Asciano